# یان هوبرت
یان هوبرت (انگلیسی: Yann Hubert؛ زادهٔ ۹ ژانویهٔ ۱۹۸۵) بازیکن فوتبال اهل فرانسه است.